# Lijst van beschermd onroerend erfgoed in Jette
Een overzicht van het beschermde onroerend erfgoed in Jette. Het beschermd onroerend erfgoed maakt deel uit van het cultureel erfgoed in België.
| Object                                                         | Datum beschermd? | Bouwjaar/architect           | Stijl                   | Typologie          | Adres                                                     | Coördinaten                   | Id-nummer?  | Afbeelding                                                     |
| -------------------------------------------------------------- | ---------------- | ---------------------------- | ----------------------- | ------------------ | --------------------------------------------------------- | ----------------------------- | ----------- | -------------------------------------------------------------- |
| Abdij van Dielegem - voormalige prelaatwoning                  | 03/02/1953       | 1775 Laurent-Benoit DEWEZ    | Classicisme             | Abdij              | JAN TIEBACKXSTRAAT 14, GUILLAUME BELIENSTRAAT 0           |                               | 2283-0001/0 | Abdij van Dielegem - voormalige prelaatwoning                  |
| Poelbos - park van het Kasteel van Dielegem                    | 18/11/1976       |                              |                         | Bos en woud        | LAARBEEKLAAN 0                                            |                               | 2283-0002/0 |                                                                |
| Laarbeekbos                                                    | 18/11/1976       |                              |                         | Bos en woud        | LAARBEEKLAAN 0a                                           |                               | 2283-0003/0 |                                                                |
| Dielegembos                                                    | 19/04/1977       |                              |                         | Bos en woud        | HENRI LIEBRECHTLAAN 0, BONAVENTURESTRAAT 180 - 220, ABDIJ |                               | 2283-0004/0 | Dielegembos                                                    |
| Withuis                                                        | 25/02/1985       | 1929 Joseph DIONGRE          | Art deco                | Huis               | CHARLES WOESTELAAN 183                                    |                               | 2283-0010/0 | Withuis                                                        |
| Sint-Magdalenakerk, redemptoristenklooster en tuin             | 15/6/2000        | 1903-1904 Georges DHAEYER    | Neogotisch              | Gebouw en omgeving | JETSE LAAN 225                                            | 50° 52' 20" NB, 4° 19' 24" OL | 2283-0012/0 | Sint-Magdalenakerk, redemptoristenklooster en tuin             |
| Overblijfselen van de Gallo-Romeinse villa van het Laarbeekbos | 13/04/1995       |                              |                         | Leefruimte         | BOSSTRAAT 0                                               |                               | 2283-0013/0 | Overblijfselen van de Gallo-Romeinse villa van het Laarbeekbos |
| Titecapark                                                     | 12/06/1997       |                              |                         | Park               | TENTOONSTELLINGSLAAN 341, TENTOONSTELLINGSLAAN 421 -      |                               | 2283-0019/0 | Titecapark                                                     |
| Station Jette                                                  | 13/04/1995       | 1886-1892 Frans J. SEULEN    | Neo-Vlaamse renaissance | Station            | KARDINAAL MERCIERPLEIN 16                                 |                               | 2283-0020/0 | Station Jette                                                  |
| Kaukasische Vleugelnoot (Pterocarya fraxinifolia)              |                  |                              |                         | Opmerkelijke boom  | JULES LORGESQUARE 0                                       |                               | 2283-0023/0 |                                                                |
| Rode beuk (Fagus sylvatica f. purpurea)                        |                  |                              |                         | Opmerkelijke boom  | AMELIE GOMANDSTRAAT 24                                    |                               | 2283-0026/0 |                                                                |
| Voormalig gemeentehuis van Jette                               | 13/04/1995       | 1899-1901 Jules VAN YSENDYCK | Neo-Vlaamse renaissance | Gemeentehuis       | KARDINAAL MERCIERPLEIN 1                                  |                               | 2283-0028/0 | Voormalig gemeentehuis van Jette                               |
| Voormalige woning van René Magritte                            |                  |                              |                         | Kunstenaarswoning  | ESSEGHEMSTRAAT 135                                        |                               | 2283-0029/0 | Voormalige woning van René Magritte                            |
| La Ferme du Wilg                                               |                  |                              | Landelijke architectuur | Hoeve              | WEMMELSE STEENWEG 162 - 164                               |                               | 2283-0034/0 | La Ferme du Wilg                                               |
| Hongaarse eik (Quercus frainetto) - Secretinplein              |                  |                              |                         | Opmerkelijke boom  | SECRETINLAAN 0                                            |                               | 2283-0038/0 |                                                                |
| Rode beuk (Fagus sylvatica f. purpurea)                        |                  |                              |                         | Opmerkelijke boom  | JEAN GABINPLEIN 0                                         |                               | 2283-0039/0 |                                                                |
| Gewone magnolia (Magnolia x soulangeana)                       |                  |                              |                         | Opmerkelijke boom  | LEOPOLD I STRAAT 314                                      |                               | 2283-0042/0 | Gewone magnolia (Magnolia x soulangeana)                       |